# Trojanów (gmina w guberni warszawskiej)
Trojanów – dawna gmina wiejska istniejąca w XIX wieku w guberni warszawskiej. Siedzibą władz gminy był Trojanów (obecnie dzielnica Sochaczewa).
Za Królestwa Polskiego gmina Trojanów należała do powiatu sochaczewskiego w guberni warszawskiej.
Gminę zniesiono w połowie 1870 roku a jej obszar włączono do gminy Chodaków.